# Marina Colasanti
Pour les articles homonymes, voir Colasanti.
Marina Colasanti, née le 26 septembre 1937 à Asmara (ancienne colonie italienne d'Érythrée) et morte le 28 janvier 2025 à Rio de Janeiro (Brésil), est une romancière, poétesse, journaliste, auteure jeunesse et traductrice italo-brésilienne.

## Biographie
Sa famille émigre en Libye, puis rentre en Italie, avant de s'installer au Brésil lorsqu'elle a onze ans. Elle y étudie les beaux-arts et travaille comme journaliste et traductrice. Elle publie son premier ouvrage à la fin des années 1970, et continue de créer des ouvrages, qu'elle rédige et illustre.
Elle est également traductrice depuis l'italien et l'espagnol, vers le portugais. Pour ses traductions, elle figure plusieurs fois dans la « Liste d'honneur » de l'IBBY, en 2004, et en 2016 pour sa traduction de Stefano de María Teresa Andruetto. En 2020, elle figure une nouvelle fois dans la « Liste d'honneur » de l'IBBY, dans la catégorie Écriture, cette fois pour son ouvrage Quando a primavera chegar.
En 2022, elle est à nouveau sélectionnée pour représenter son pays, le Brésil, pour le Prix Hans-Christian-Andersen, dans la catégorie Écriture, prix international danois. Elle avait été sélectionnée en 2016, 2018 et 2020.

## Prix et distinctions
- 1978 : O Melhor para o Jovem, da Fundação Nacional do Livro Infantil e Juvenil, pour Uma idéia toda azul
- 2004 : (international) « Liste d'honneur » de l'IBBY[3], catégorie Traduction, pour sa traduction de Les aventures de Pinocchio de Carlo Collodi.
- 2011 : Prix Jabuti
- 2011 : Prix Portugal Telecom de Literatura pour Minha Guerra Alheia
- 2016 : (international) « Liste d'honneur » de l'IBBY[4], catégorie Traduction, pour sa traduction de Stefano de María Teresa Andruetto
- 2020 : (international) « Liste d'honneur » de l'IBBY[5], catégorie Écriture, pour Quando a primavera chegar
- 2016, 2018, 2020 et 2022 : Sélection Brésil du Prix Hans-Christian-Andersen (Danemark) dans la catégorie Écriture[6],[7]

## Ouvrages
- Hora de alimentar serpentes (2013)
- Passageira em trânsito (2010)
- Minha Ilha Maravilha (2007) - Ed. Ática
- Acontece na cidade (2005) - Ed. Ática
- Fino sangue (2005)
- O homem que não parava de crescer (2005)
- 23 histórias de um viajante (2005)
- Uma estrada junto ao rio (2005)
- A morada do ser (1978, 2004)
- Fragatas para terras distantes (2004)
- A moça tecelã (2004)
- Aventuras de pinóquio – histórias de uma marionete  (2002)
- A casa das palavras (2002) - Ed. Ática
- Penélope manda lembranças (2001) - Ed. Ática
- A amizade abana o rabo (2001)
- Esse amor de todos nós (2000)
- Ana Z., aonde vai você? (1999) - Ed. Ática
- Gargantas abertas (1998)
- O leopardo é um animal delicado (1998)
- Histórias de amor (série “Para gostar de ler” vol. 22) (1997) - Ed. Ática
- Longe como o meu querer (1997) - Ed. Ática
- Eu sei mas não devia (1995)
- Um amor sem palavras (1995)
- Rota de colisão (1993)
- De mulheres, sobre tudo (1993)
- Entre a espada e a rosa (1992)
- Cada bicho seu capricho (1992)
- Intimidade pública (1990)
- A mão na massa (1990)
- Será que tem asas? (1989)
- Ofélia, a ovelha (1989)
- O menino que achou uma estrela (1988)
- Aqui entre nós (1988)
- Um amigo para sempre (1988)
- Contos de amor rasgado (1986)
- O verde brilha no poço (1986)
- E por falar em amor (1985)
- Lobo e o carneiro no sonho da menina (1985)
- A menina arco iris (1984)
- Doze reis e a moça no labirinto do vento (1978)
- Uma idéia toda azul (1978)